# Pjasina
Pjasina (rusky Пясина) je řeka v Tajmyrském rajónu Krasnojarského kraje v Rusku. Je 818 km dlouhá. Rozloha povodí je 182 000km².

## Průběh toku
Odtéká z jezera Pjasino, přičemž prořezává morénový val. Až k ústí Dudynty teče v délce 144 km v úzké dolině. Níže protéká Severosibiřskou nížinou a vytváří celou řadu meandrů. Poblíž ústí Jangody a Mokoritta se koryto rozděluje na ramena. Pod ústím Pury protíná pohoří Byrranga opět v úzké dolině a v přímořské nížině pokračuje naopak v dolině nevýrazné. Ústí do Pjasinského zálivu Karského moře, přičemž vytváří estuár rozdělený na ramena a písečný val. V jejím povodí se nachází přibližně 60 000 jezer o celkové rozloze 10 450 km².

## Vodní režim
Zdrojem vody jsou převážně (60 %) sněhové srážky. Vyšší vodní stavy jsou od poloviny června do října. Průměrný průtok činí při odtoku 560 m³/s a v ústí 2600 m³/s. Při nízkém vodním stavu je patrný vliv přílivů až k ústí Tareje do vzdálenosti 309 km. Zamrzá na konci září až na začátku října a rozmrzá v červnu.

## Využití
Je na ní rozšířená vodní doprava. V řece i jejich přítocích je mnoho ryb.